# Ла-Спеція
Спеція (італ. La Spezia, ліг. Spesa) — місто та муніципалітет в Італії, у регіоні Лігурія, провінція Спеція, на узбережжі Лігурійського моря.
Спеція розміщена на відстані близько 330 км на північний захід від Рима, 80 км на південний схід від Генуї.
Населення — 93 990 осіб (2014).
Щорічний фестиваль відбувається 19 березня. Покровитель — Йосип з Назарета (San Giuseppe).

## Демографія
Населення за роками (тис.):

Станом на 1 січня 2023 року в муніципалітеті офіційно проживало 13 159 іноземців з 111 країн, серед них 2268 громадян країн Євросоюзу та 233 громадяни України.

## Клімат
| LA SPEZIA           | Місяці | Місяці | Місяці | Місяці | Місяці | Місяці | Місяці | Місяці | Місяці | Місяці | Місяці | Місяці | Пора | Пора | Пора | Пора | Рік  |
| LA SPEZIA           | Січ    | Лют    | Бер    | Кві    | Тра    | Чер    | Лип    | Сер    | Вер    | Жов    | Лис    | Гру    | Зим  | Вес  | Літ  | Осі  | Рік  |
| ------------------- | ------ | ------ | ------ | ------ | ------ | ------ | ------ | ------ | ------ | ------ | ------ | ------ | ---- | ---- | ---- | ---- | ---- |
| Темп. макс. (°C)    | 11.0   | 11.9   | 14.5   | 18.1   | 22.3   | 26.0   | 28.9   | 28.2   | 25.3   | 20.8   | 15.7   | 12.7   | 11.9 | 18.3 | 27.7 | 20.6 | 19.6 |
| Темп. мін. (°C)     | 4.2    | 4.7    | 6.8    | 10.3   | 13.7   | 17.4   | 19.7   | 19.4   | 16.9   | 13.1   | 8.8    | 5.9    | 4.9  | 10.3 | 18.8 | 12.9 | 11.7 |
| Опади (мм)          | 116    | 108    | 115    | 126    | 59     | 51     | 36     | 54     | 84     | 164    | 201    | 200    | 424  | 300  | 141  | 449  | 1314 |
| Дні опадів (≥ 1 мм) | 9      | 9      | 10     | 10     | 6      | 6      | 4      | 4      | 6      | 10     | 11     | 12     | 30   | 26   | 14   | 27   | 97   |

## Економіка
Економічна активність у місті зосереджена навколо порту: тут існують великі контейнерний та нафтаналивний термінали. У Спеції знаходиться штаб-квартира і виробництво компанії OTO Melara.
Також у місті розташовані арсенал і воєнно-морська база, одна з двох воєнно-морських академій Італії. Поблизу міста дислокується Центр морських досліджень та експериментів (англ. Centre for Maritime Research and Experimentation) Організації НАТО з науки і технологій.

## Галерея зображень

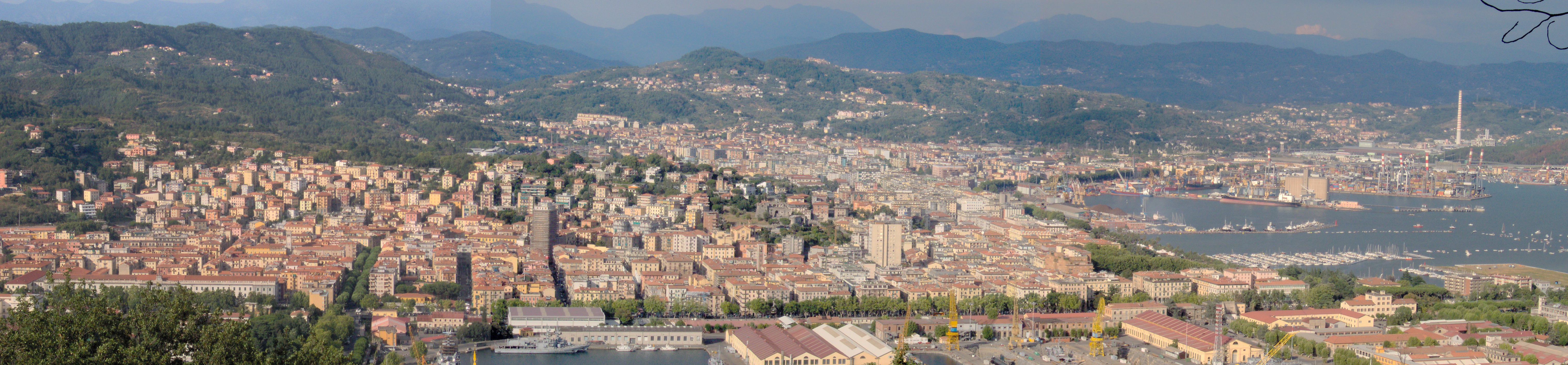
Загальний вигляд міста та порту з навколишніх гір

## Уродженці

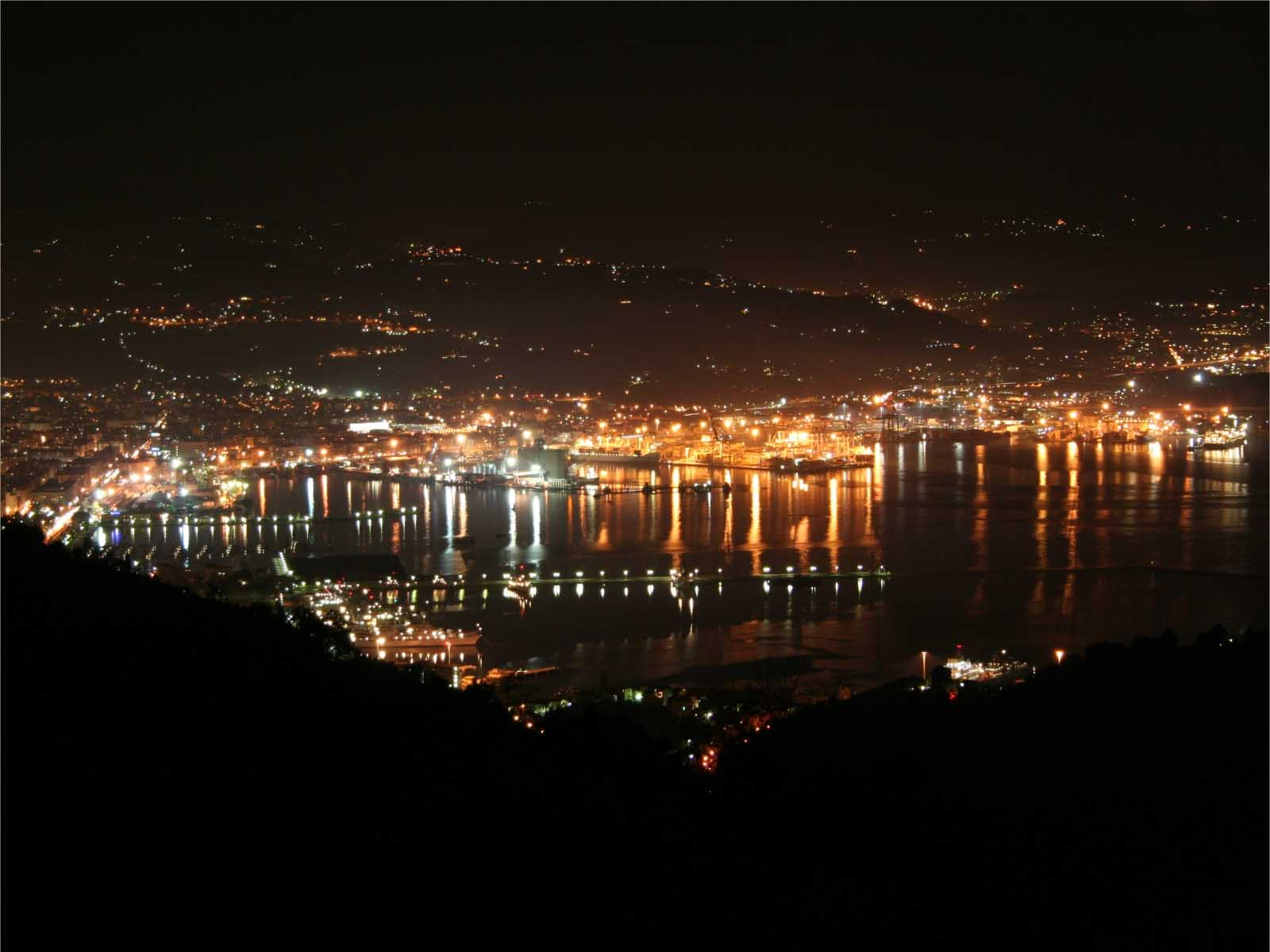
Місто Спеція вночі

- Джузеппе Россетті (*1899 — †1965) — італійський футболіст, півзахисник, згодом — футбольний тренер.

- Джованні Коста (*1901 — †1968) — італійський футболіст, воротар
- Джанкарло Джанніні (*1942) — італійський актор, кінорежисер, продюсер
- Ернесто Боніно (футболіст) (*1899 — †1984) — італійський футболіст, півзахисник, нападник.
- Джуліо Каппеллі (*1911 — †1995) — італійський футболіст, фланговий півзахисник, згодом — футбольний тренер.

## Сусідні муніципалітети
- Аркола
- Фолло
- Леричі
- Порто-Венере
- Рикко-дель-Гольфо-ді-Спеція
- Ріомаджоре
- Веццано-Лігуре